# 佩尔努米亚
佩尔努米亚（義大利語：Pernumia），是意大利威尼托大区帕多瓦省的一个市镇。总面积13.16平方公里，人口3957人，人口密度300.7人/平方公里（2009年）。国家统计（ISTAT）代码为028061。